# 2904 Millman
2904 Millman је астероид главног астероидног појаса са пречником од приближно 16,88 .
Афел астероида је на удаљености од 2,965 астрономских јединица (АЈ) од Сунца, а перихел на 2,240 АЈ.
Ексцентрицитет орбите износи 0,139, инклинација (нагиб) орбите у односу на раван еклиптике 15,379 степени, а орбитални период износи 1533,909 дана (4,199 године).
Апсолутна магнитуда астероида је 11,60 а геометријски албедо 0,142.
Астероид је откривен 20. децембра 1981. године.